# HuniePop
HuniePop es un videojuego de combinación de fichas y simulador de citas como videojuego erótico creado por el diseñador de videojuegos americano Ryan Koons, bajo el alias de HuniePot. El juego se lanzó para Microsoft Windows, macOS, y Linux para ordenadores personales en enero de 2015, después de ser financiado mediante una campaña de Kickstarter. HuniePop está disponible en dos versiones diferentes, una versión sin censura disponible vía Humble Bundle y MangaGamer, y una versión censurada en la plataforma de Steam. El juego sigue las aventuras de citas del personaje principal cuando él o ella prueba a cortejar varias mujeres diferentes en su ciudad natal.
En febrero de 2015, Koons lanzó una actualización que dio a HuniePop un nuevo final que desbloqueaba opciones que lo hace más fácil para jugadores para llenar el perfil de un personaje femenino y seleccionar lugares para las citas, entre otras opciones. Debido a su contenido sexual fuerte y temas relacionados, Twitch.tv bloqueó usuarios para streamear gameplays del título, sin importar la versión del juego.

## Jugabilidad
La jugabilidad se centra en el personaje del jugador (quiénes pueden ser masculino o femenino) interactuando con diferentes mujeres, cada cual con sus propias personalidades y preferencias.  El jugador puede interactuar con las mujeres hablándoles y dándoles regalos. Haciendo estas acciones el jugador obtiene "Hunie", una moneda de juego que puede usarse para mejorar las estadísticas del jugador .  Estas estadísticas permiten al jugador ganar más puntos durante las citas, aumentando su posibilidad de éxito.
Para progresar en el juego, los jugadores tienen que tomar las mujeres en citas, donde jugarán un juego de combinación de fichas donde tienen que hacer emparejamientos de 3 o más del mismo tipo de fichas. El jugador tiene que ganar suficientes puntos para completar la cita antes de que se queden sin movimientos.  Cada mujer tiene tipo concreto de fichas que les gusta y unas que no les gusta, y los jugadores obtendrán más puntos si emparejan el tipo de fichas que la mujer prefiere. El jugador también puede utilizar objetos especiales "regalos de cita" durante sus citas qué aportan efectos positivos para ayudar el jugador ganar más puntos.  Después de una cita exitosa, el jugador será premiado con una imagen de la mujer con la que tuvo la cita. Cada cita exitosa también aumentará la dificultad del juego, haciendo las que siguientes citas requieran más puntos para completarla.  Después de tener 3 citas exitosas con una mujer, el jugador será capaz de tomarles en una cita por la noche, y si la cita es exitosa, el jugador puede llevar a la mujer a su dormitorio para una ronda final de un juego de combinación de fichas (y, si esto es exitoso, tiene relaciones sexuales con el jugador).  A diferencia de las citas normales, el jugador tendrá movimientos ilimitados para completar el juego del dormitorio, pero la barra de puntuación baja constantemente  con el tiempo, así que para ganar, el jugador debe juntar fichas de la manera más rápida que pueda hasta que llene la barra.
Durante el juego el jugador será guiado por Kyu, una hada del amor que convierte el jugador a un casanova  Da  consejos al jugador sobre cómo interactuar con cada mujer y explica las mecánicas del juego . También se vuelve un personaje con el que se puede tener citas después del primer juego en el dormitorio.

## Desarrollo
Un Kickstarter la campaña estuvo lanzada con un objetivo de financiación mínimo de $20,000. El Kickstarter acabó exitosamente, obteniendo $53,536 de 1,483 contribuyentes.

## Recepción
HuniePop tuvo una recepción positiva. Hardcore Gamer dio al juego una puntuación de cuatro de cinco, escribiendo "HuniePop es pornografía— maldita buena pornografía—pero también es un impresionante juego de rompecabezas. Ocasionalmente aquellas dos características se sienten en posibilidades entre ellos, pero mayoritariamente trabajan en concierto para mostrarse en buen momento." Kotaku También dio una revisión mayoritariamente positiva, alabandolo por ser "estratégicamente profundo y suficiente desafiante para hacer desafiar a jugadores Candy Crush" mientras comenta que el juego careció de un "final potente". Mike Splechta de GameZone llamó ljuegos "divertido y atractivo". Destructoid criticó las conversaciones del juego como faltos en variedad mientras declarando que "Al final,  me doy cuenta esto es un juego que, lidias con problemas, me gustó mucho. Un montón. De hecho, con una mejor escritura y más cuidado para definir a los personajes,  pueda ser tanto más."

## Legado
Desde el lanzamiento de HuniePop, también hubo otros videojuegos inspirados en este, como Purino Party de Front Wing.
El 4 de abril de 2016, Koons lanzó un spin-off del juego llamado HunieCam Studio. HunieCam Studio es un juego de simulación empresarial adulto, y presenta muchos de los personajes quienes aparecieron anteriormente en HuniePop. El estilo de arte del juego también cambió a uno más basado en el anime. Kotaku dio a HunieCam Studio una revisión mixta, comentando que a pesar de que el texto del juego ocasionalmente entretenía, encontraron la experiencia del juego global "extremadamente aburrida".
Una secuela, HuniePop 2: Double Date, fue lanzada el 8 de febrero de 2021.